# Kallstadt
Kallstadt es un municipio situado en el distrito de Bad Dürkheim, en el estado federado de Renania-Palatinado (Alemania). Su población estimada a finales de 2016 era de 1226 habitantes.
Se encuentra ubicado en la zona centro-sur del estado, a poca distancia al oeste de la ciudad de Ludwigshafen am Rhein, al suroeste de Worms y a menos de 100km al suroeste de Fráncfort. 
El pueblo de Kallstadt se ha hecho conocido por ser el lugar de origen de la familia paterna de Donald Trump. En aquel poblado, se criaron tanto su abuelo como su abuela, quienes al casarse en 1902 deciden migrar a los Estados Unidos.

## Geografía
Kallstadt se encuentra en la Ruta Alemana del Vino. Ubicada en la región del Palatinado Renano, en el estado federado de Renania-Palatinado. Forma también parte de la Verbandsgemeinde de Freinsheim, cuya sede se encuentra en la ciudad homónima.

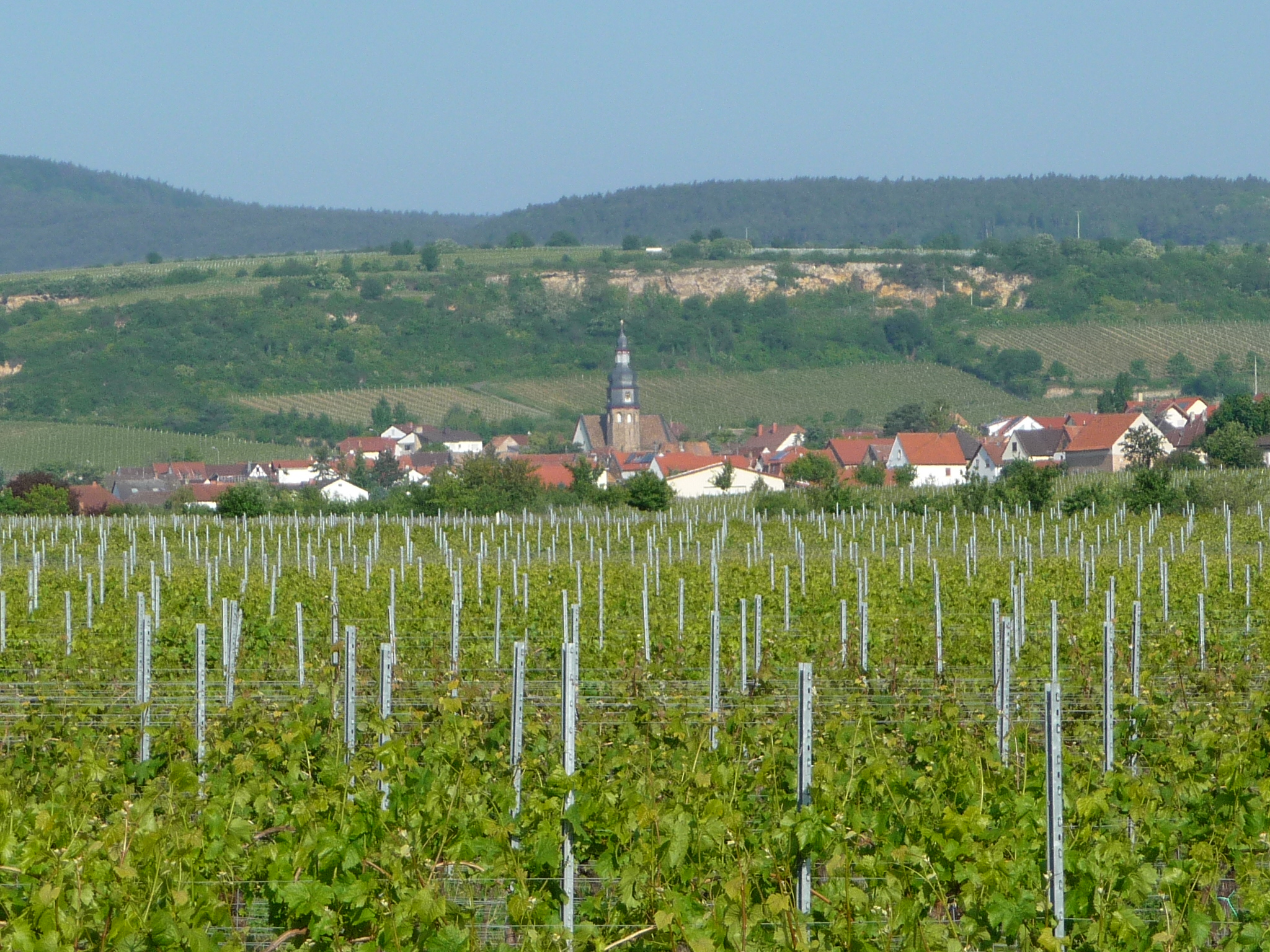
Viñedos en los alrededores de Kallstadt, 2014.

El poblado de poco más 1.200 habitantes se encuentra en una región cuya economía está en auge. Hay restaurantes con capacidad para unos 2.000 huéspedes y hoteles con unas 400 camas.
La zona es conocida sobre todo por los vinos Riesling elaborados en sus viñedos de Saumagen y Steinacker. Los hallazgos arqueológicos muestran que la elaboración del vino en la zona se remonta a la época romana. El pueblo toma su nombre de Chaglio, jefe de una tribu franca que se asentó alrededor del año 500 d. C.. El pueblo se encuentra cerca del borde del bosque de Pfälzerwald y de las laderas más bajas de las montañas Haardt.
Recientemente, el poblado ha atraído la atención de la prensa como el hogar ancestral de las familias estadounidenses Heinz y Trump. Frederick Trump, el abuelo de Donald Trump, nació en la ciudad en 1869. Emigró a los Estados Unidos a los 16 años.

## Personas notables
- Wilhelm Heinrich von Creuzer (1740-1794), jurista alemán y presidente de la Cámara de los Príncipes.
- Johann Heinrich Heinz, padre del empresario estadounidense de la industria alimentaria Henry J. Heinz, fundador de la empresa H. J. Heinz.
- Frederick Trump (nacido como Friedrich Drumpf), empresario germano-estadounidense, abuelo paterno del presidente de los Estados Unidos, Donald Trump.
- Elizabeth Trump, (nacida como Elisabeth Christ), empresaria germano-estadounidense, esposa de Frederick Trump y abuela paterna del presidente de Estados Unidos, Donald Trump.
- Norbert Scharf, concejal y representante parlamentario del estado de Baviera, miembro del Partido Socialdemócrata de Alemania (SPD).